# Joseph Umstatt
Joseph Umstatt (* 5. Februar 1711 in Wien; † 24. Mai 1762 in Bamberg) war ein österreichischer Komponist.

## Leben
Joseph Umstatt wuchs in Wien auf und war möglicherweise Schüler von Johann Joseph Fux. Er studierte zunächst zwischen 1727 und 1730 am Jesuiten-Kolleg im slowakischen Tyrnau, einer bedeutenden Musiklehranstalt im Königreich Ungarn, er unterrichtete zu dieser Zeit Mikuláš Esterházy. Anschließend spielte Umstatt als Cembalist und Organist in der Kapelle des Pressburger Erzbischofs Imre Esterházy, später beim Grafen von Dietrichstein in Brünn. Der sächsische Premierminister Graf Heinrich von Brühl engagierte Joseph Umstatt als Hofkapellmeister, bevor er bis zu seinem Tod 1762 bischöflicher Hofkomponist und Hofkapellmeister in Bamberg war.

## Werk
Umstatt galt als einer der originellsten Wiener Komponisten von Cembalomusik in der ersten Hälfte des 18. Jahrhunderts. Außerdem komponierte er Kirchenmusik wie Oratorien, Messen (wie die „Missa Natalitia“) und Requien, ebenso wie weltliche musikdramatische Werke. Den weitaus größten Teil seines Werks bilden jedoch Symphonien, Konzerte und Kammermusik.